# 英國官用地名永久委員會
英國官用地名永久委員會（英語：Permanent Committee on Geographical Names for British Official Use，縮寫：PCHN ），英國政府一委員會，不受英國部門管轄。委員會於1919年成立，為外國地名制訂英國政府官方譯名。成員包括：英國廣播公司（BBC）、英國外交和聯邦事務部等。

## 外部連結
- 官方網站 （页面存档备份，存于）